# Балкански смук
Балкански смук (латински: Hierophis gemonensis) врста је змије из породице Colubridae. Присутна је у Италији, Грчкој (укључујући отоке), Албанији, Босни и Херцеговини, Хрватској, Сјеверној Македонији, Србији и Словенији, а природна станишта су јој медитеранска вегетација, пашњаци, планаже и сеоски вртови. Иако је све мање њезиних станишта, IUCN свеукупно сматра како врста није угрожена. 

## Изглед
Балкански смук је витка змија с глатким љускама, дужине обично испод 1 метра, а може се пронаћи и до примјерака дугачких 130 цм. Глава је прилично различита од тијела и има истакнуте очи с округлим зјеницама. Глава и предњи дио тијела маслинасто-сиве су или жућкасто-смеђе боје, с тамним мрљама раздвојеним бљељим дијеловима који могу обликовати неправилне шаре. У неким мјерилима често се појављују мале бијеле мрље. Надаље, тамне мрље обично су распоређене у уздужним линијама које дају пругасти ефект. Подочњаци су бјелкасти или блиједо жути, с понеким мрљама на странама врата, а понекад и другдје. Обично има 19 љускица око средњег дијела тијела, 160 до 187 на трбуху и 80 до 116 љускица испод репа.

## Распрострањеност и станиште
Балканског смука можемо наћи у крајњој сјевероисточној Италији, на просторима бивше Југославије, Албанији и континенталној Грчкој, као и на многим обалним отоцима. Присутна је и на Крети, Јонским острвима, Еубоеји, Кyтери и Карпатосу. Њезина типична станишта су каменита подручја, обронци, грмље, отворена шума, обалне цесте и рушевине.

## Начин живота
Балкански смук је дневна, приземна врста, иако се понекад протеже кроз ниско раслиње. Брза је и спретна те се храни гуштерима, великим инсектима попут скакаваца, птицама и малих сисаваца. Женке полажу накупине од четири до десет јајашаца чији промјер износи 17 mm. Зими хибернира у мјестима као пукотине стијена, животињских јазбинама или господарске зграде, а понекад ће неколико јединки дијелити просторе. 

## Статус заштите
Балкански смук има широк распон и уобичајена је у већем броју. Нису утврђене посебне пријетње, али она је изложена губитку станишта кроз пољопривреду, пожар и загађење. IUCN по угрожености ју је сврстао у "најмањи степен забринутости".